# Harald Sverdrup
Harald Ulrik Sverdrup (Sogndal, 15 novembre 1888 – 21 agosto 1957) è stato un oceanografo e meteorologo norvegese.

## Biografia
Nel 1908 si iscrisse all'università di Oslo dove studiò astronomia, fisica, oceanografia e meteorologia. Nel 1911 venne assunto come assistente di Bjerknes a Bergen e lo seguì quando si trasferì a Lipsia per assumere la direzione dell'Istituto Geofisico appena fondato. In quel periodo preparò la sua tesi di dottorato sugli alisei, di cui fornì un'accurata descrizione dal punto di vista dinamico e termodinamico. Nello stesso anno in cui conseguì il dottorato, 1917, partecipò come direttore scientifico alla spedizione al Polo Nord di Roald Amundsen che lo impegnò fino al 1925.
Al suo ritorno la sua reputazione scientifica era già solida e gli permise di ottenere la cattedra di meteorologia all'università di Bergen, dove lentamente l'oceanografia divenne il suo interesse primario.
Nel 1936 si trasferì in California per dirigere la Scripps Institution of Oceanography (SIO); la durata del suo incarico era prevista per tre anni, ma l'avvento della seconda guerra mondiale prorogò la sua permanenza negli Stati Uniti fino al 1948. In quegli anni sviluppò la teoria della circolazione degli oceani nota come bilancio di Sverdrup, la prima descrizione veramente accurata del fenomeno. Dopo aver lasciato il SIO, ritornò in patria dove divenne direttore dell'Istituto Polare Norvegese e continuò a fornire contributi all'oceanografia, alla biologia marina e alle ricerche polari.
Fu membro dell'accademia delle scienze americana e norvegese e dell'ordine reale svedese della stella del Nord.
Lo Sverdrup, un'unità di flusso di volume impiegata in oceanografia, è stata così denominata in suo onore.